# Оријак сир Вандинел
Оријак сир Вандинел (фр. Auriac-sur-Vendinelle) насеље је и општина у јужној Француској у региону Миди Пирене, у департману Горња Гарона која припада префектури Тулуз.
По подацима из 2011. године у општини је живело 991 становника, а густина насељености је износила 32,27 становника/km². Општина се простире на површини од 30,71 km². Налази се на средњој надморској висини од 175 метара (максималној 270 m, а минималној 183 m).

## Демографија
| 1962. | 1968. | 1975. | 1982. | 1990. | 1999. | 2011. |
| ----- | ----- | ----- | ----- | ----- | ----- | ----- |
| 923   | 939   | 849   | 910   | 976   | 958   | 991   |

График промене броја становника у току последњих година